# Klasztor Banz
Klasztor Banz – były barokowy klasztor benedyktynów, znajdujący się w Bad Staffelstein. 

## Galeria

Klasztor Banz - Kloster Banz
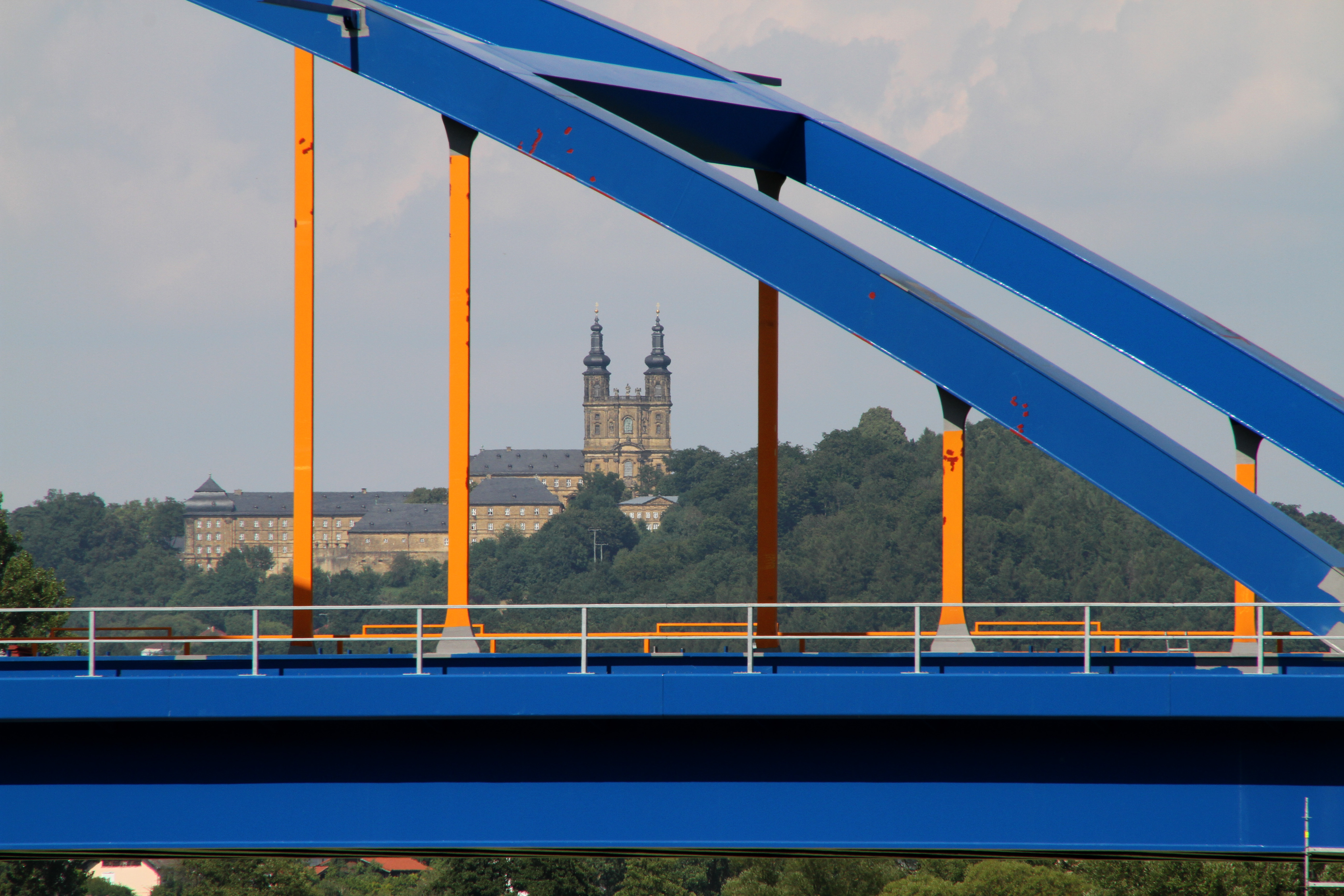
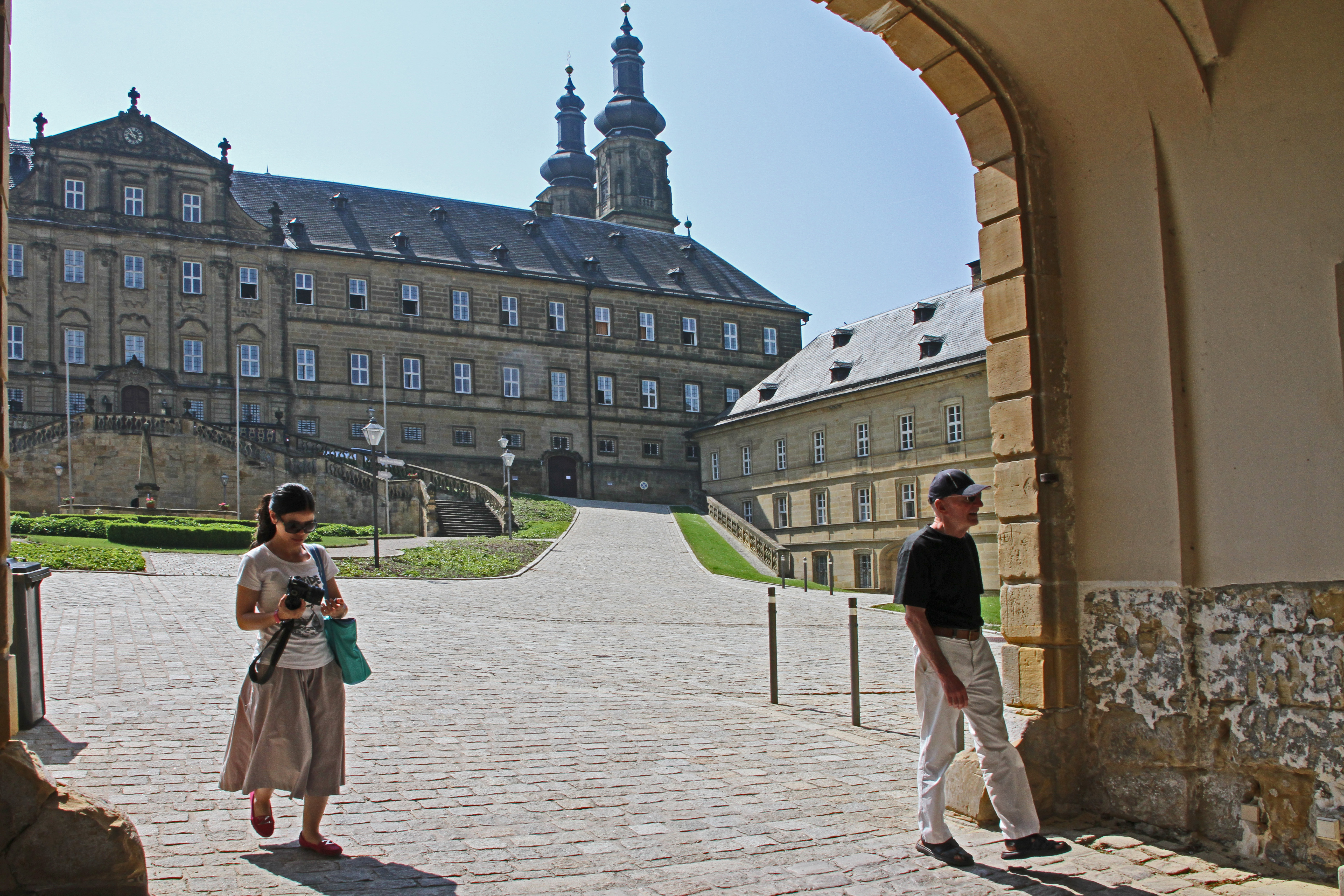
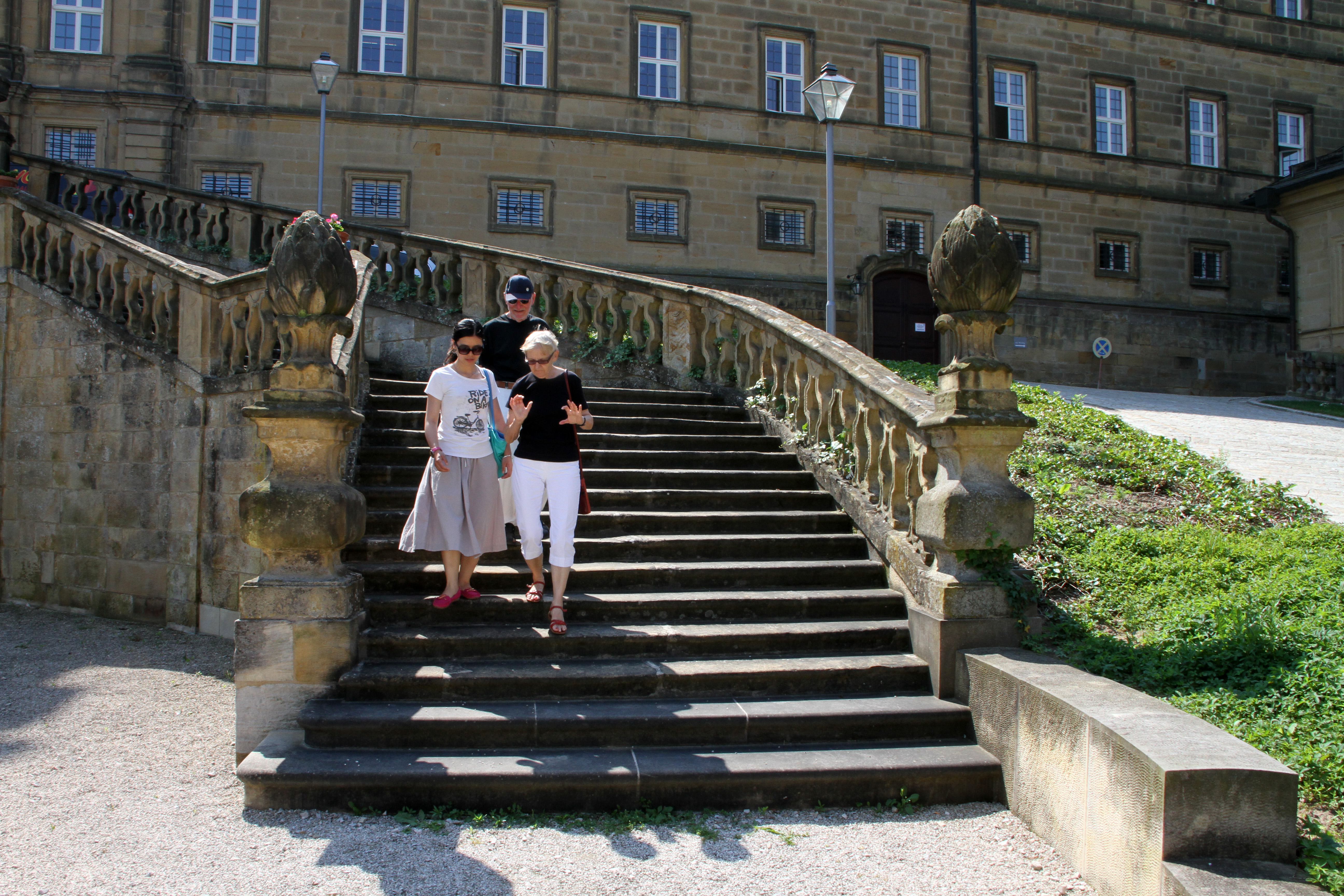
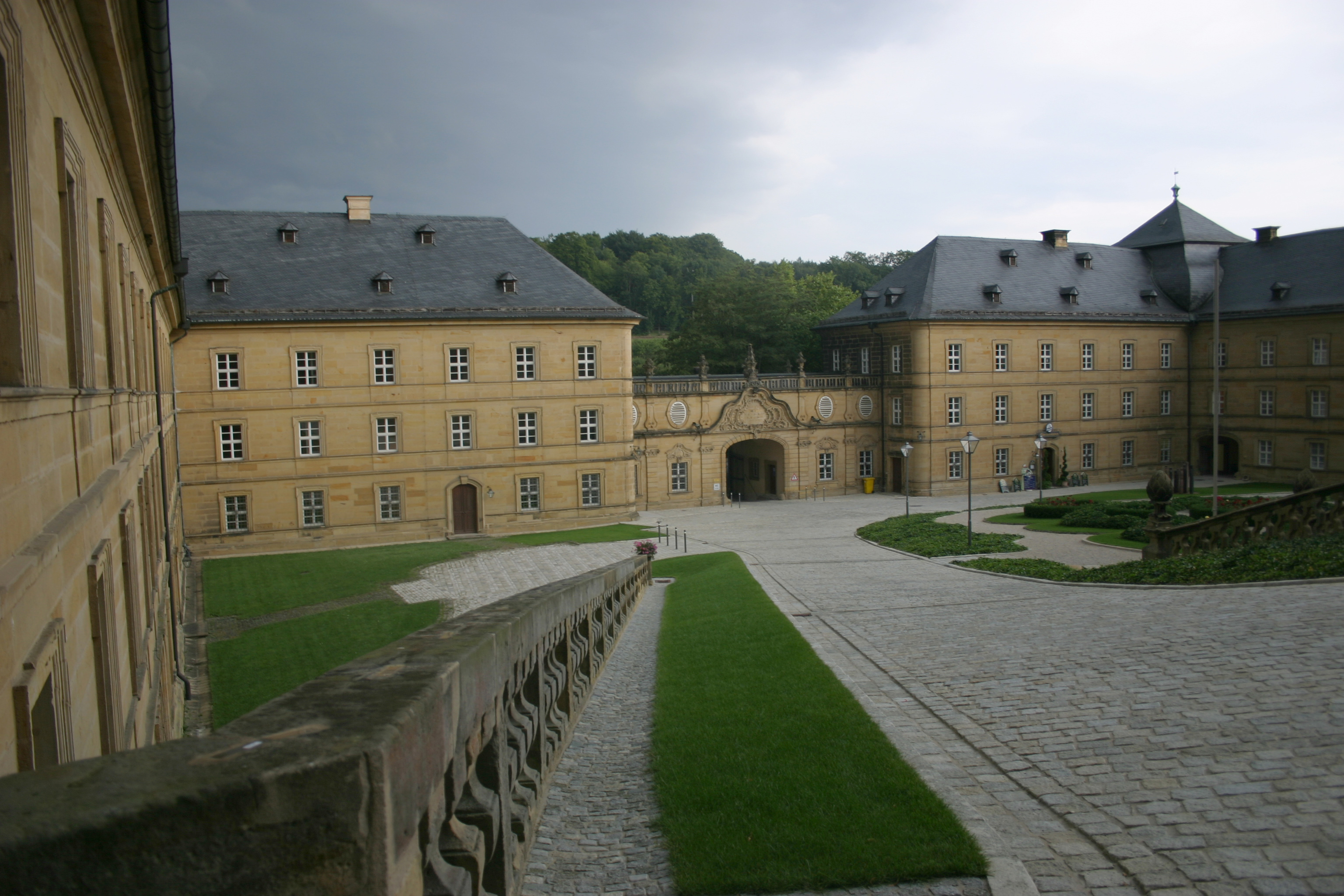
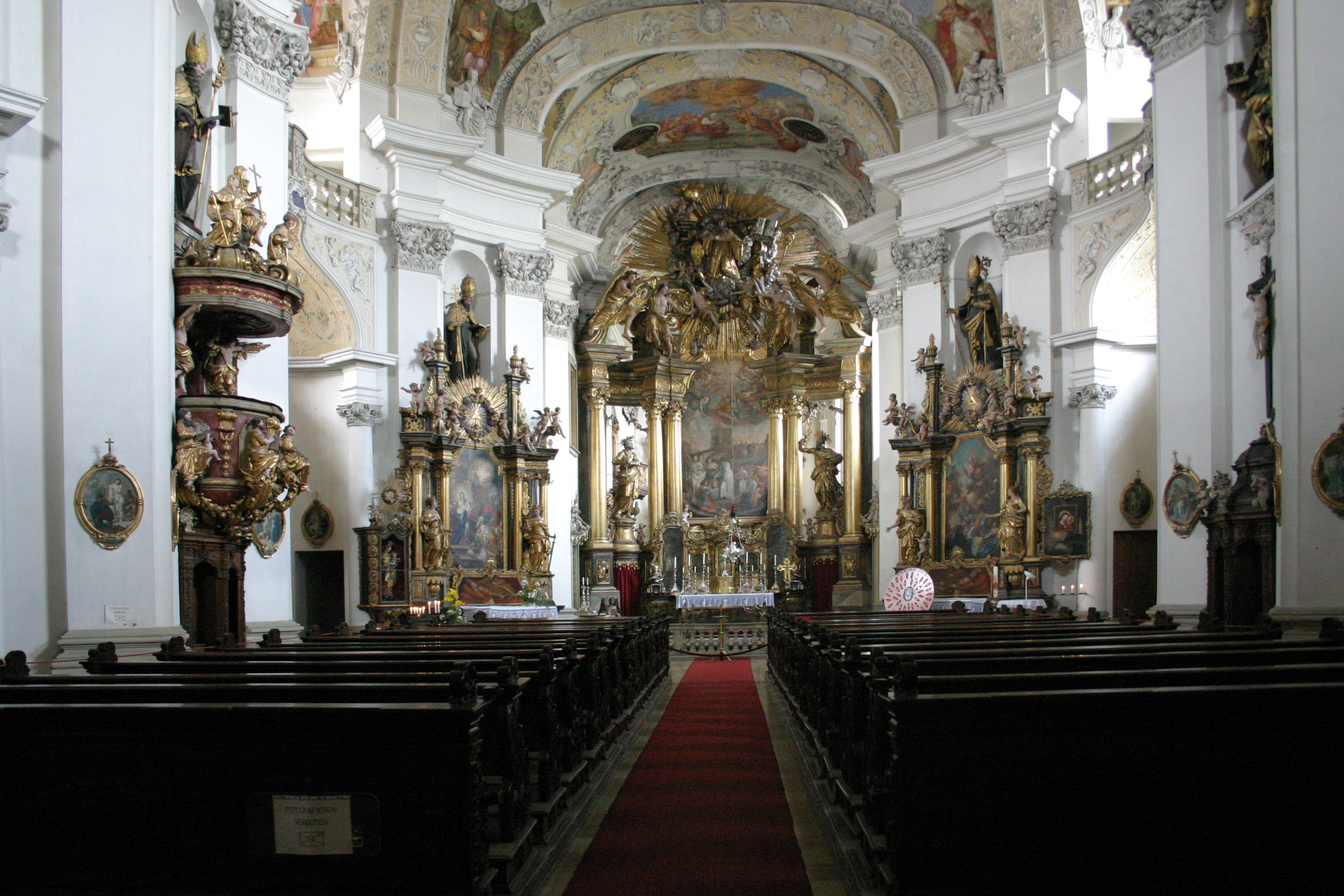
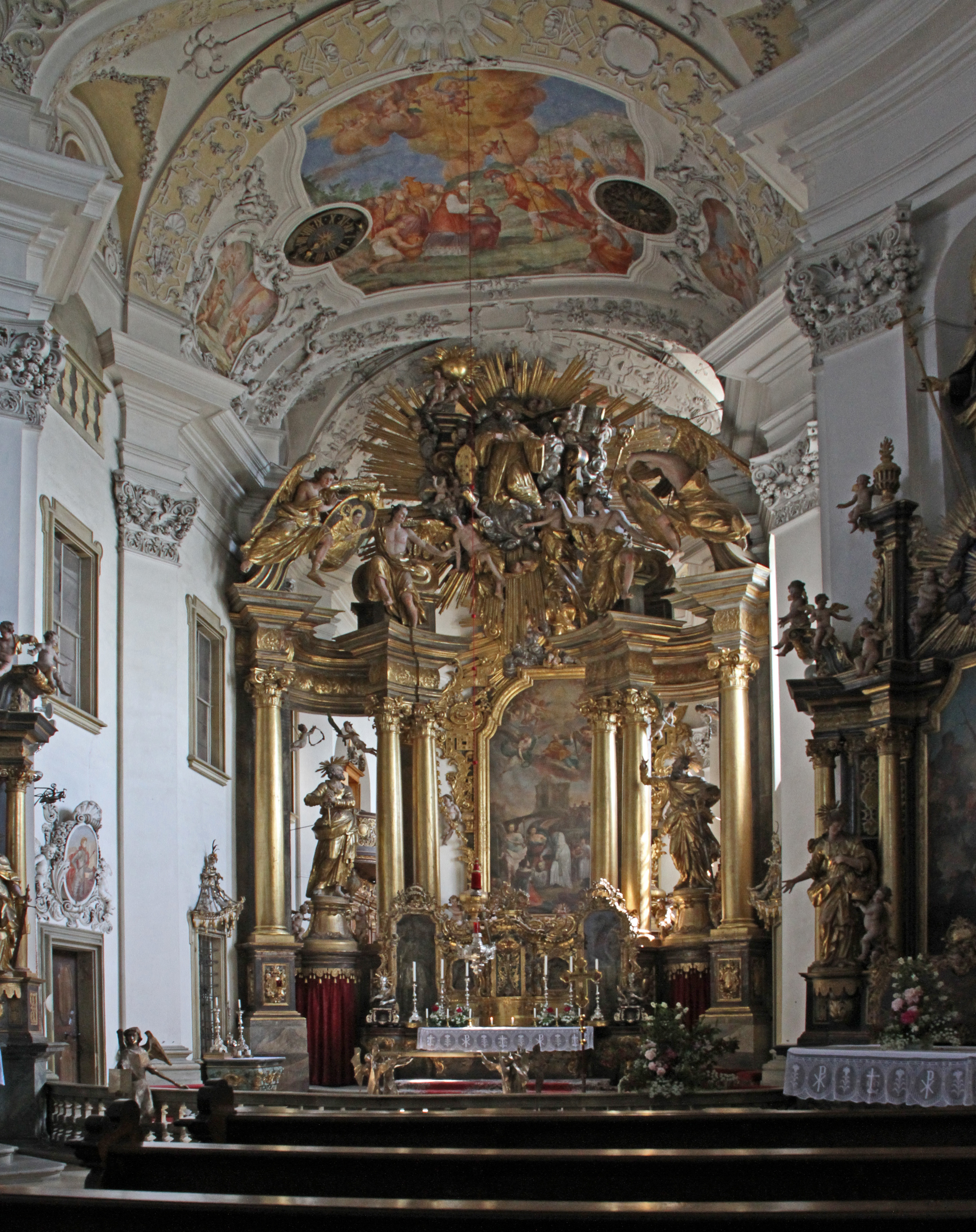
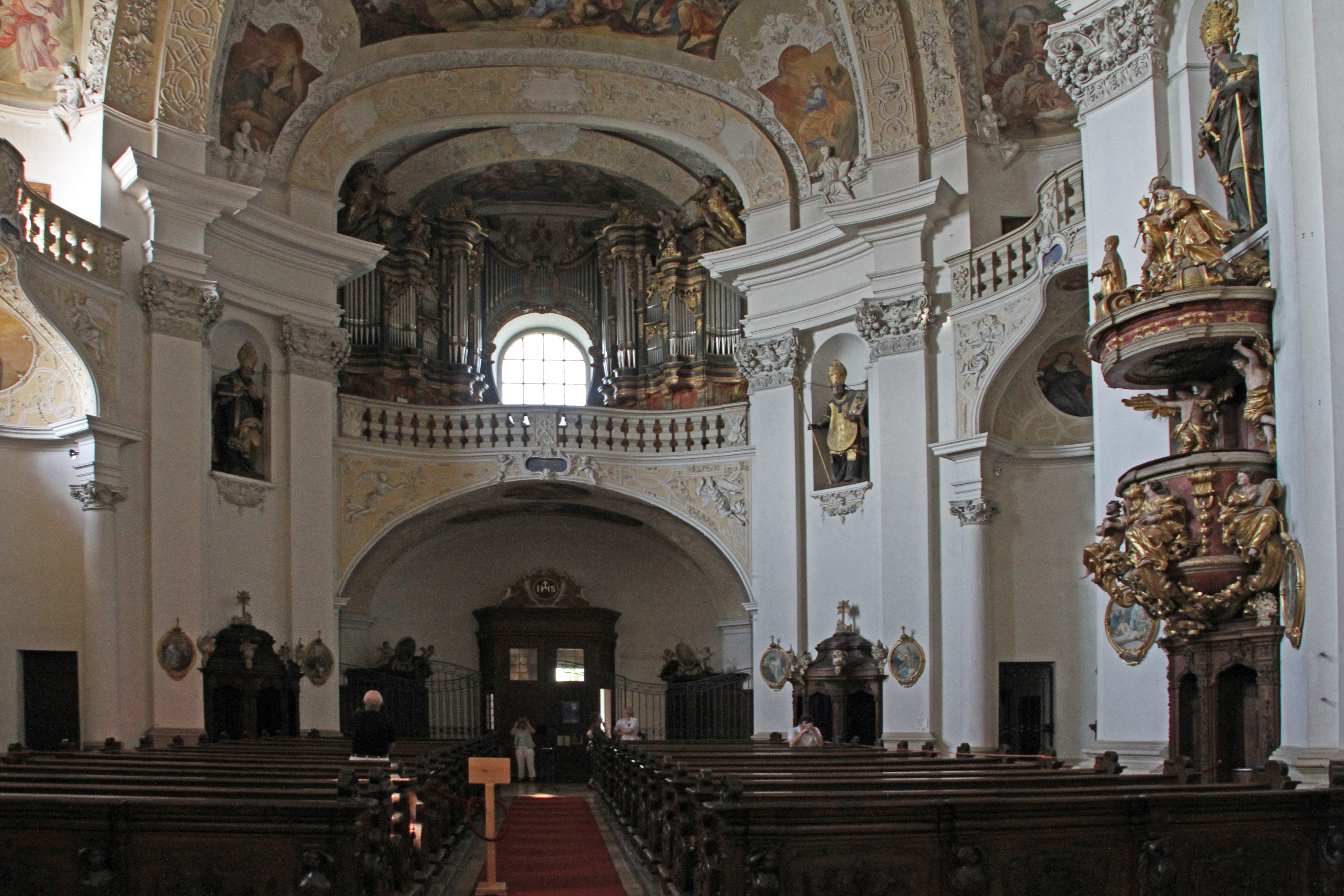
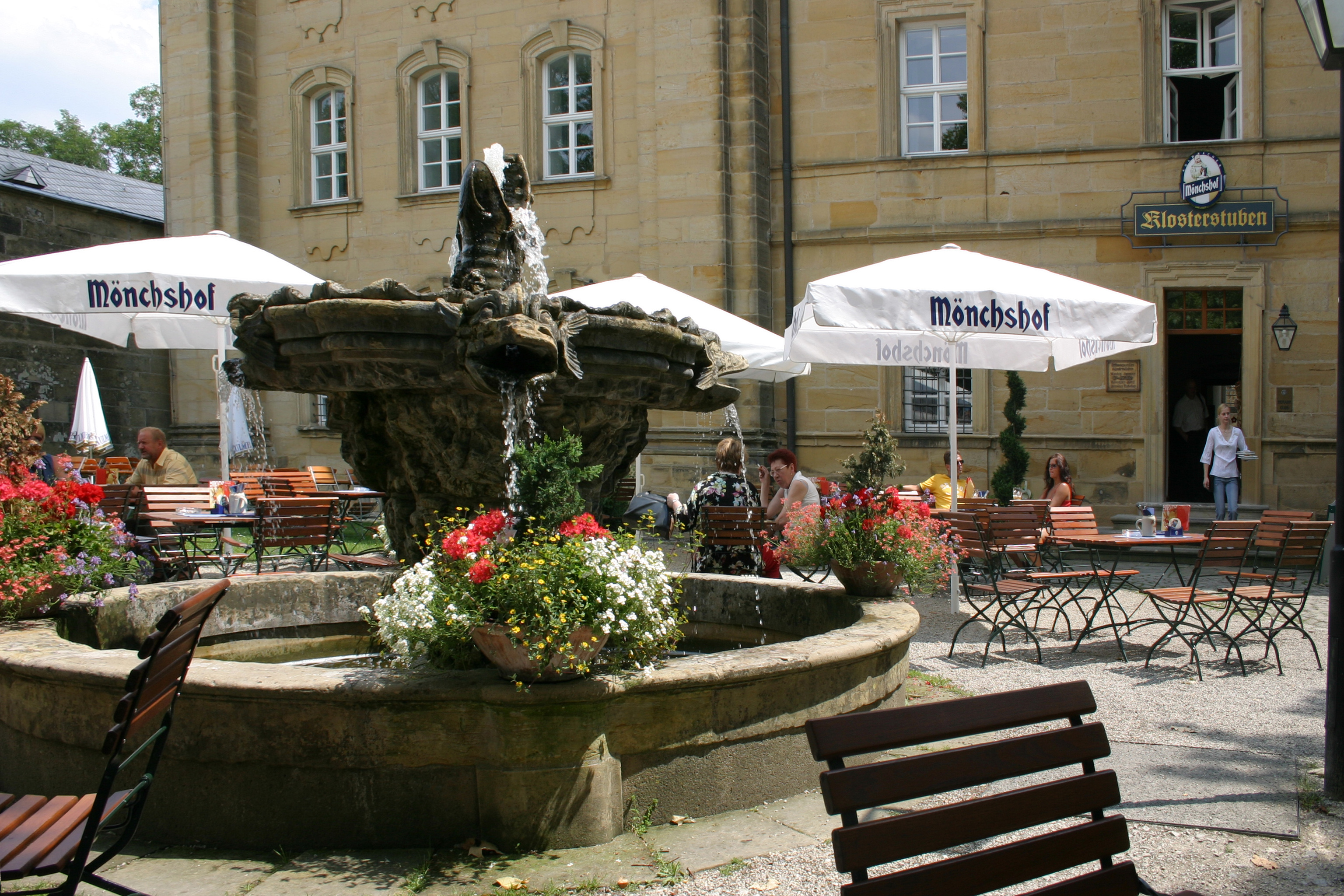

## Źródła
- Hans-Werner Alt: Kloster Banz. 5. Auflage. Langewiesche, Königstein i. Ts. 2013, ISBN 978-3-7845-0195-6.